# زویا ثابت
زویا ثابت خواننده ایرانی است که فعالیت هنری خود را از دهه ۱۳۵۰ آغاز کرد. او اصالتاً اهل شمال ایران بوده و در طول دوران حرفه‌ای خود با هنرمندان برجسته‌ای همکاری داشته است.او همسر پرویز قریب افشار است .

## آثار برجسته
از جمله آثار برجسته زویا ثابت، ترانه «گل زرد» است که با استقبال گسترده‌ای مواجه شد.